# 傑拉爾德·魯多夫·福特
傑拉爾德·魯多夫·福特（英語：Gerald Rudolff Ford，1890年12月9日—1962年1月26日），是一位美國共和黨籍政治人物，他是美國第38任總統傑拉爾德·福特的繼父。

## 早年生活
福特的父母是喬治·R. 福特和弗朗西斯·（皮克斯利）·福特。喬治·福特在1903年的一次火車事故中去世，這迫使年輕的福特輟學以維持家計。當時他在大急流城的一家木材加工公司擔任油漆推銷員。在1913年，也就是福特出生後的16天，福特的母親多蘿西·福特逃離奧馬哈的內布拉斯加州，因為她的丈夫（也是福特的生父）老萊斯利·林奇·金對她進行了身體虐待。她來到大急流城是為了靠近住在該鎮的父母利維·艾迪生·加德納和阿黛爾·奧古斯塔·艾爾·加德納。

## 逝世
老福特在1962年1月26日在密歇根州大急流城去世。他和他的妻子被埋葬在大急流城的伍德勞恩公墓。